# Министерство юстиции Италии
Министерство юстиции Италии (далее по тексту Министерство) - государственный орган национальной пенитенциарной системы Италии, который осуществляет надзор за исполнением приговоров в тюрьмах, за содержанием в тюрьмах заключенных, а также контролирует надлежащее состояние тюрем. Помимо этого в полномочия Министерства входит инструктаж Президента страны по вопросам помилования, контроль за выдачей пособий уязвимым слоям населения и контроль за усыновлением.

## История
С 12 июня 1861 по 3 марта 1862 года ведомство именовалось Министерство по делам церкви, помилования и юстиции (Ministero per gli Affari Ecclesiastici e di Grazia e Giustizia), c 1862 — Министерство помилования, юстиции и культов (Ministero di grazia e giustizia e culti). В 1920 году переименовано в Министерство юстиции и по делам культа (Ministero della giustizia e affari di culto), 20 июля 1932 года — в Министерство помилования и юстиции (Ministero di grazia e giustizia), в 1999 году — в Министерство юстиции (Ministero della Giustizia).

## Отделы
- Департамент по делам юстиции
  - Директорат гражданского правосудия;
  - Директорат уголовного правосудия;
  - Судебный директорат по правам человека.
- Судебный департамент организации деятельности, персонала и услуг
  - Директорат кадров и профессиональной подготовки;
  - Директорат общих ресурсных материалов, товаров и услуг;
  - Директорат по бюджету и бухгалтерскому учету;
  - Директорат магистратуры;
  - Директорат статистики.
- Генеральная дирекция по управлению и обслуживанию Судебным комплексом в городе Неаполь
- Директорат автоматизированных информационных систем
- Департамент ювенальной юстиции
  - Директорат кадров и профессиональной подготовки;
  - Директорат исполнения судебных приказов.
- Департамент пенитенциарной администрации
  - Директорат кадров и профессиональной подготовки;
  - Генеральный директорат по бюджету и бухгалтерскому учету;
  - Директорат обращения с заключенными.